# Maria José - L'ultima regina
Maria José - L'ultima regina è una miniserie televisiva italiana del 2002 diretta da Carlo Lizzani ed andata in onda originariamente su Rai Uno il 7 e l'8 gennaio 2002.
La miniserie narra le vicende di Maria José del Belgio, l'ultima regina d'Italia, interpretata dall'attrice Barbora Bobuľová. La produzione copre la vita della moglie del re di maggio dall'infanzia fiorentina, al matrimonio con il principe Umberto, al suo breve regno.
La miniserie è stata pubblicata nel 2009 dalla Elleu Multimedia in un cofanetto contenente due DVD.

## Ascolti
| Puntata         | Prima TV Italia | Telespettatori | Share.  |
| --------------- | --------------- | -------------- | ------- |
| Prima puntata   | 7 gennaio 2002  | 8.774.000      | 31,07 % |
| Seconda puntata | 8 gennaio 2002  | 9.547.000      | 33,39 % |
| Media           |                 | 9.160.500      | 32,07 % |

L'ultima puntata della miniserie ha avuto picchi di ascolti superiori ai 10.700.000 telespettatori.